# Centrālā vēlēšanu komisija
Centrālā vēlēšanu komisija (Den Centrale Valgkomission; forkortet CVK) er den institution der er hovedansvarlig for organisering af valg i Letland. Dens virke er reguleret i henhold til lettisk lov. CVK organiserer valg til Saeima, Europaparlamentet, det kommunale selvstyre og folkeafstemninger. CVK er en selvstændig statslig institution og består af ni medlemmer – formand og syv medlemmer vælges af Saeima, mens ét medlem udvælges blandt dommerstanden af Letlands Højesteret. Derudover er CVK også ansvarlig for oprettelsen af andre valgkomitéer.
Centrālā vēlēšanu komisija blev genetableret 8. december 1992, mens den historiske valgkomission blev etableret af den 1. Saeima 20. juli 1922. Arnis Cimdars er formand siden 1997.